# Ophrys cugniensis
Ophrys cugniensis là một loài thực vật có hoa trong họ Lan. Loài này được Soca mô tả khoa học đầu tiên năm 1997.